# Adrian Sarul
Adrian Sarul (ur. 22 września 1985) – polski siatkarz, grający na pozycji rozgrywającego. Jest wychowankiem klubu AZS AWF Biała Podlaska. Poważną karierę zaczął, gdy przeszedł do klubu PZU AZS Olsztyn, w którym zadebiutował 29 października 2005 w meczu ligowym z Jokerem Piła. Obecnie gra on w pierwszoligowej Avii Świdnik.

## Podstawowe informacje
- Wzrost - 192 cm
- Zasięg w ataku - 320 cm
- Zasięg w bloku - 305 cm
- Numer na koszulce - 13